# Грива, Жан
Жан Гри́ва (латыш. Žanis Grīva, настоящее имя — Жа́нис Ка́рлович Фо́лманис, латыш. Žanis Folmanis; 24 ноября (7 декабря) 1910, Айзупская волость Тальсенского уезда Курляндской губернии Российская империя — 14 июня 1982, Рига) — латышский советский писатель, участник революционного движения в буржуазной Латвии, коммунист, боец Интернациональных бригад в Испании, участник Великой Отечественной войны, советский общественный деятель, заслуженный деятель культуры Латвийской ССР (1960).
В литературе работал в основном в прозе, драматургии и публицистике. В литературных произведениях чаще всего использовал впечатления, полученные из собственного опыта. В ряде работ использовал темы Гражданской войны в Испании и Второй мировой войны (сам воевал на фронте), писал о моряках и рыбаках, а также прозу для детей.

## Биография
Родился в семье батрака шестым ребёнком. В годы Первой мировой войны семья была вынуждена бежать из родных мест, спасаясь от военных действий. После земельной реформы в Латвийской республике в 1920-е годы отец получил небольшой земельный надел и сын стал активно помогать ему обустраивать собственное хозяйство, в том числе и нанимаясь в поисках заработка на разные работы, был пастухом, сельскохозяйственным рабочим, землекопом, книгоношей. Ещё в детстве пристрастился к чтению, пытался писать стихи, учился играть на скрипке. Окончив шесть классов, уехал в Ригу, где в техническом училище получил профессию наборщика, а затем — и печатника.
С 1930 года Жан участвовал в подпольном революционном движении против руководства Латвийской республики, тогда же вступил в комсомол. Член коммунистической партии (нелегальной) с 1934 года. Одновременно с обучением типографскому мастерству учился и в вечерней гимназии имени Яна Райниса. За участие в ученической забастовка, как один из её руководителей, был изгнан и из училища, и из гимназии, не закончив обучение. Отслужив годичную военную службу, после демобилизации устроился на работу в типографию, сначала — рассыльным, затем — по специальности, помощником мастера. Возобновил участие в нелегальной партийной работе, подвергался аресту, за неимением компрометирующих его улик был отпущен. Вошёл в актив нелегального Союза прогрессивных писателей и журналистов.
Участник гражданской войны в Испании. Нелегально перейдя французско-испанскую границу, в 1937—1939 гг. в составе Интернациональной бригады сражался на стороне республиканцев в борьбе против франкистов. После падения республики буквально с фронта попал в концлагерь во Франции. Буржуазное правительство Латвийской республики пыталось отказаться от Фолманиса как своего гражданина. Благодаря усилиям советского правительства весной 1941 года вернулся в СССР. Стал сотрудничать в газете «Яунайс комунарс».
Участник Великой Отечественной войны. С первых дней войны, будучи командиром батальона 1-го латышского стрелкового полка, принимал участие в обороне Риги, с боями отступал на север через Эстонию, под обстрелом эвакуировался из Таллина в Кронштадт.
В должности помощника начальника штаба по разведке 204-го стрелкового полка 10-й стрелковой дивизии участвовал в обороне Ленинграда. Занимал должность помощника начальника штаба по разведке 125-го гвардейского стрелкового полка 43-й гвардейской Латышской стрелковой дивизии. В марте 1943 года под Старой Руссой, попав под миномётный обстрел, получил тяжёлое ранение; 22 месяца находился в госпитале, после чего был уволен в запас как негодный к военной службе.
После войны работал на различных должностях, в том числе был заведующим литературной частью Государственного театра драмы Латвийской ССР. Много путешествовал; ходил в моря, включая Атлантику, на рыболовецких судах и сухогрузах, публиковал путевые очерки — «Под крыльями альбатроса» («Zem albatrosa spārniem», 1956).
Активно участвовал в общественной жизни Латвийской ССР. Избирался депутатом Верховного Совета СССР 6-го созыва (1962—1966) и депутатом Верховного Совета республики. Был членом Всемирного совета мира.
Жил в Межапарке. В последние годы жизни тяжело болел, перенёс ампутацию ноги.
Был дважды женат — на Вии Свикуле (урожденная Звездова, 1924—1971) и с 1972 года на Айне Фолмани (урожденная Сиполс, 1922—1998). В 1956 году усыновил младшую сестру своей первой жены Дайну Звездову.

## Творчество
Впервые опубликовал свои стихи в нелегальных изданиях Латвии под псевдонимом Жан Грива. Находясь в концлагере, делал первые наброски романа «Любовь и ненависть».
Произведения Жана Гривы посвящены подвигам и боевому пути латышских стрелков во время Февральской революции 1917 года в Латвии и в годы Великой Отечественной войны, теме борьбы Второй Испанской Республики против испанских националистов и их союзников, самоотверженному труду рыбаков, роли латышской интеллигенции в жизни страны. Выступал также как драматург и баснописец.

## Избранная библиография
- Собрание сочинений в 3-х томах М., Художественная литература, 1991 (вышли тома 1 и 2). ISBN 5-280-01148-7 и ISBN 5-280-01150-9
- «По ту сторону Пиренеев». Рассказы. («Viņpus Pirenejiem», 1948, рус. пер. Л.: Лениздат, 1948. 280 с., М.: Молодая гвардия, 1950. 184 с., Рига: Латгосиздат, 1952. 255 с.)[11]
- Рыбаки Паломоссы. Рассказы. (Рига: Латгосиздат, 1948. 100 с., М.-Л.: Детгиз, 1951. 32 с.[11][12]
- Максильо. Рига: Латгосиздат, 1949. 64 с.[11]
- Рассказы об Испании. М.: Детгиз, 1950. 144 с., М.-Л.: Детгиз, 1951. 120 с., Курск: Курское книжное издательство, 1953. 239 с., Новосибирск: Новосибирское книжное издательство, 1953. 120 с.[13]
- «Дорога жизни». Роман. («Dzīvības ceļš», 1952, рус. пер. Рига: Латгосиздат, 1955. 568 с.)[13]
- Дни далекие, дни близкие. Рига : Авотс, 1985. 349 с.[14]
- Убийство в фиолетовом рассвете : Рассказы. М. : Сов. писатель, 1985. 448 с.[15]
- Человек ли ты? Рассказы. М : Мол. гвардия, 1962. 208 с.[16]
- Под крыльями альбатроса. Репортаж с моря и суши. М : Сов. писатель, 1958. 183 с.[17]
- Любовь и ненависть. Роман. Рига : Лиесма, 1967. 526 с.[18]

## Рецензии
Критики выделяли злободневность, широту тематики творчества Гривы, его поиски новой формы для воплощения своих авторских замыслов; им виделись интересные параллели с произведениями тематически близких писателю советских и зарубежных авторов, также ими отмечалась популярность рассказов писателя у молодёжи. Ему, сочетая жанровые особенности очерка и новеллы, реалистического и романтического стиля удавалось эффективно расширить жанровые границы своих произведений, хотя иногда он подменял образность общим изложением событий. Лирически рисуя природу родного края, Грива связывал её картины с переживаниями героев, раскрытием их духовного мира; рассказывая о тружениках моря, избегал сухой статистики показателей, подробностей описания технологических процессов и тому подобного, выдвигая на первый план индивидуальные переживания людей, делая обширные философские и лирические отступления

## Память
Имя писателя носило морское судно (1985—2009)

## Награды
Награждён пятью орденами и рядом медалей, в том числе
- орден Отечественной войны I степени (30.05.1951)[4]
- 2 ордена Трудового Красного Знамени[26] (03.10.1956; 1970)
- медали «За победу над Германией в Великой Отечественной войне 1941—1945 гг.», «За доблестный труд в Великой Отечественной войне 1941—1945 гг.», «За оборону Ленинграда»[4]
- заслуженный деятель культуры Латвийской ССР (1960)[7]
- лауреат государственной премии Латвийской ССР[7]

## Экранизации
В 1966 году на Рижской киностудии режиссёр Р. А. Горяев снял по мотивам одноимённой новеллы Жана Гривы художественный фильм «Ноктюрн» с актёрами Полой Ракса и Гунаром Цилинским в главных ролях.
В 1987 году на студии «Союзмультфильм» режиссёром И. Давыдовым был снят мультфильм «Коротышка — зелёные штанишки» по мотивам сказки Жана Гривы.